# Rudolf IV. von Praunheim-Sachsenhausen
Rudolf IV. von Praunheim-Sachsenhausen († Anfang 1426) war der letzte männliche Vertreter – und damit Namensträger – aus der Familie der Herren von Praunheim.

## Familie
Rudolf IV. gehörte dem Familienzweig der Reichschultheißen an, der eine Reihe von Reichschultheißen der Reichsstadt Frankfurt am Main stellte, so zuletzt auch der Vater von Rudolf IV., Rudolf III. von Praunheim. Seine Mutter war Irmel von Erligheim. Rudolf IV. war nicht verheiratet.

## Bedeutung
Rudolf IV. war der letzte überlebende männliche Vertreter und Namensträger seiner Familie. Nach dem Tod seines Vaters 1413 und seines Onkels, Friedrich I. von Praunheim-Sachsenhausen 1414 vereinigten er und sein älterer Bruder Friedrich II. von Praunheim-Sachsenhausen den Besitz der Familie auf sich. Friedrich II. starb 1420 und hinterließ aus seiner Ehe mit Else von Bellersheim die beiden Töchter Irmel und Else, die als Frauen nicht in das Familienerbe folgten. Weder Rudolph noch Friedrich waren demnach verpflichtet, direkten männlichen Nachkommen eine möglichst starke Machtposition zu hinterlassen. So waren sie gegenüber dem erstarkten Bürgertum der Stadt Frankfurt nicht mehr in der Lage oder willens, das in der Familie vielfach wahrgenommene Amt des Stadtschultheißen oder anderer ihrer Familie zustehende Rechte und Abgaben durchzusetzen. Vielmehr betrieben sie eine Konsolidierungspolitik, die darauf zielte, Besitz, der nur aufwändig zu verwalten oder zu sichern war, abzugeben. Weit entfernte Besitzungen, etwa aus dem Nachlass Friedrichs I. im Raum Koblenz, wurden zur Abgeltung von Ansprüchen an weibliche Mitglieder der Familie abgetreten. Gegenüber der Stadt Frankfurt wurde gegen entsprechende Bezahlung auf Zoll und Abgaben verzichtet, die zu erheben die Familie bis dahin berechtigt gewesen war. Entgegen der über solches Verhalten geübten Kritik ist dies eher dahin zu deuten, dass Rudolf IV. und sein Bruder hier einen Umstieg vom traditionellen Einkommen aus der Landwirtschaft in „moderne“ Geldwirtschaft versuchten. Außerdem vereinfachte das die Weitergabe von Vermögenswerten an die Erbinnen, während beim Vererben von Grundbesitz oder Rechten oft dritte Parteien Ansprüche geltend zu machen versuchten.
Nachdem Friedrich II. 1420 gestorben war, begab sich Rudolf IV. zum Reichstag in Breslau und ließ sich dort von König Sigismund die Reichslehen, die seine Familie innehatte, erneut verleihen. Mit der Witwe Friedrichs II., Else, schloss Rudolf IV. einen Vertrag, gemäß dem diese und ihre Töchter ausgezahlt wurden und als Erbinnen verzichteten – außer in dem Fall, dass Rudolf IV. ohne Erben stürbe. Sie erhielten den Stammsitz der Familie in Sachsenhausen und Geldzahlungen.

## Das Erbe
Da der Tod des unverheirateten Rudolf IV. ohne erbberechtigte männliche Nachkommen wahrscheinlich schien, begann nun ein Streit um den zu erwartenden Nachlass. Peter Wacker, Protonotar des Kaisers, ließ sich vom Kaiser die Anwartschaft auf die Reichslehen übertragen, die Rudolf IV. innehatte. Da aber nicht klar war, ob es sich dabei um Mannlehen handelte oder eine Erbfolge der Töchter möglich war, war ein Erbstreit vorprogrammiert: Nach Rudolfs Tod klagte zunächst Wenzel von Cleen, Ehemann von Irmel, einer Tochter Friedrichs II. von Praunheim und Nichte des Erblassers, auf Belehnung mit den Reichslehen. Der Kaiser erbat sowohl von der Burgmannschaft der Burg Rödelheim als auch von der Reichsburg Friedberg Auskunft darüber, wie die Rechtslage sei, damit er Recht sprechen könne. Der Prozess beförderte aber auch das Verlangen anderer Verwandter an dem reichen Erbe, vor allem der Kinder Christines von Ingelheim, einer Schwester Rudolfs IV. Der Kaiser stellte sich auf die Seite von Peter Wacker, verwarf alle Forderungen der (potentiellen) Erben und beauftragte 1429 Graf Philipp I. von Katzenelnbogen mit der Vollstreckung des kaiserlichen Urteils. Die aber misslang. So kam es zu einem zweiten Prozess noch vor 1431, aber mit gleichem Ausgang und gleichem Misserfolg bei der Vollstreckung. Der Prozess wurde erneut aufgerollt. 1433 kam es dann zu einem Urteil, das die Ansprüche Peter Wackers abwies und die Ansprüche der Schwiegersöhne Wenzel von Cleen und Wilhelm von Ingelheim bestätigte. 1434 konnten sie das Erbe endgültig antreten; die Belehnung beider mit den Reichslehen erfolgte allerdings erst 1440.